# Stargate: Continuum
Stargate: Continuum é um filme de ficção científica militar lançado diretamente em vídeo pela MGM Home Entertainment escrito por Brad Wright e dirigido por Martin Wood. O filme é uma coprodução dos Estados Unidos e Canadá.

## Elenco
- Ben Browder como Cameron "Cam" Mitchell e avô de Mitchell's, o capitão de Achilles
- Amanda Tapping como Samantha "Sam" Carter
- Christopher Judge como Teal'c
- Michael Shanks como Dr. Daniel Jackson
- Beau Bridges como  Henry "Hank" Landry
- Claudia Black como Vala Mal Doran and Qetesh
- Richard Dean Anderson como Jonathan "Jack" O'Neill
- William Devane como Henry Hayes
- Cliff Simon como Ba'al
- Don S. Davis como George Hammond